# 2006 UK321
2006 UK321, também escrito como 2006 UK321, é um objeto transnetuniano que está localizado no Cinturão de Kuiper, uma região do Sistema Solar. Este corpo celeste é classificado como um cubewano. Ele possui uma magnitude absoluta de 6,6 e tem um diâmetro estimado com 221 km.

## Descoberta
2006 UK321 foi descoberto no dia 19 de outubro de 2006.

## Órbita
A órbita de 2006 UK321 tem uma excentricidade de 0,034 e possui um semieixo maior de 44,143 UA. O seu periélio leva o mesmo a uma distância de 42,630 UA em relação ao Sol e seu afélio a 45,656 UA.